# アルジトール
アルジトール (alditol)は、アルドースのアルデヒド基が還元されてヒドロキシメチル基になった糖のことである。命名するときはアルドースの接尾語(-ose)を(-itol)にする。一番単純なアルジトールはグリセリンである。アルジトールは両端に同じ基を持っているためアルドースに比べて異性体の数が少ない。

## D-アルジトールの構造
| グリセロール   |                                 |                  |                  |                                 |                                   |
| エリトリトール | エリトリトール                  | エリトリトール   | D-トレイトール   | D-トレイトール                  | D-トレイトール                    |
| リビトール     | リビトール                      | D-アラビニトール | D-アラビニトール | キシリトール                    | キシリトール                      |
| アリトール     | D-グルシトール （ソルビトール） | D-マンニトール   | D-イジトール     | ガラクチトール （ダルシトール） | D-タリトール （D-アルトリトール） |